# Lido di Orrì
Lido di Orrì este o arie protejată (arie specială de conservare — SAC, sit de importanță comunitară — SCI) din Italia întinsă pe o suprafață de 488 ha, din care 27 % marine.

## Localizare
Centrul sitului Lido di Orrì este situat la coordonatele 39°54′13″N 9°40′44″E / 39.903611°N 9.678889°E.

## Înființare
Situl Lido di Orrì a fost declarat sit de importanță comunitară în iunie 1995 pentru a proteja 2 specii de plante și 4 specii de animale. Situl a fost protejat și ca arie specială de conservare în august 2019.

## Biodiversitate
Situată în ecoregiunea mediteraneană, aria protejată conține 16 habitate naturale: Galerii și tufărișuri riverane sudice (Nerio-Tamaricetea și Securinegion tinctoriae), Straturi cu Posidonia (Posidonion oceanicae), Tufărișuri termo-mediteraneene și de pre-deșert, Pseudostepă cu ierburi și specii anuale de Thero-Brachypodietea, Dune de pe litoral fixate cu Crucianellion maritimae, Formațiuni scunde de Euphorbia în apropierea falezelor, Păduri de Olea și Ceratonia, Dune mobile cu vegetație embrionară, Dune de coastă cu Juniperus spp., Pășuni mediteraneene udate de apa mării (Juncetalia maritimi), Dune cu vegetație ierboasă Brachypodietalia cu specii anuale, Dune cu vegetație ierboasă Malcolmietalia, Tufărișuri halofile mediteraneene și termo-atlantice (Sarcocornetea fruticosi), Lagune de coastă, Vegetație anuală la limita mareei, Bancuri de nisip acoperite în permanență slab de apă marină.
La baza desemnării sitului se află mai multe specii protejate:
- plante (2): Linaria flava, Rouya polygama
- păsări (3): stârc pitic (Ixobrychus minutus), Porphyrio porphyrio porphyrio, silvie de tufiș (Sylvia undata)
- reptile (1): țestoasa de baltă (Emys orbicularis)

Pe lângă speciile protejate, pe teritoriul sitului au mai fost identificate 20 de specii de păsări, 1 specie de amfibieni, 1 specie de reptile.